# ويليام جيمس بريان
ويليام جيمس بريان (بالإنجليزية: William James Bryan)‏ هو محامي وسياسي أمريكي، ولد في 10 أكتوبر 1876 في مقاطعة أورانج في الولايات المتحدة، وتوفي في 22 مارس 1908 في واشنطن العاصمة في الولايات المتحدة. حزبياً، نشط في الحزب الديمقراطي. وقد انتخب عضو مجلس الشيوخ الأمريكي.